# August Parcus
Ludwig August Parcus (* 18. November 1819 in Mainz; † 16. Juli 1875 in Darmstadt) war ein deutscher Bankier und Unternehmer.

## Leben
August Parcus wurde 1819 als Sohn des Juristen und Politikers Johann Jakob Parcus (1790–1854) und dessen Ehefrau Louise Katharina Adelaide Köler in Mainz geboren. Er studierte Rechtswissenschaften an der Landesuniversität in Gießen. 1846 trat er in den Dienst der Hessischen Ludwigsbahn. Das private Eisenbahnunternehmen hatte 1845 die Konzession zur Errichtung einer Zugverbindung von Mainz nach Ludwigshafen erhalten. Parcus stieg bis zum Direktor der Ludwigsbahn im Jahre 1852 auf. Unter Führung von Parcus begann die Expansion der Hessischen Ludwigsbahn. So wurde 1852 die Darmstädter Bank für Handel und Industrie gegründet, die die Finanzierung der Bahnstrecke Bingen-Mainz-Darmstadt-Aschaffenburg finanzieren sollte. 1856 trat Parcus in die Direktion der Darmstädter Bank für Handel und Industrie ein. Gleichzeitig war er Vorstandsmitglied der neu gegründeten Bank für Süddeutschland mit Sitz in Darmstadt. In der Hessischen Ludwigsbahn behielt er einen Sitz im Verwaltungsrat. 1866 wurde er Vizepräsident und im Jahr darauf Präsident der Hessischen Ludwigsbahn, die er in diesen Ämtern maßgeblich beeinflusste.
Bereits 1862 war er Mitbegründer der Handelskammer in Darmstadt.
August Parcus war seit 1848 mit Margarethe Grebert (1829–1909) aus Mainz verheiratet. Aus der Ehe gingen zwei Töchter und vier Söhne, u. a. Carl Parcus, hervor. Parcus starb am 16. Juli 1875 in Darmstadt. Er ist auf dem Alten Friedhof in Darmstadt begraben.

## Ehrungen
- 1859: Ritter I. Klasse des hessischen Verdienstordens Philipp des Großmütigen
- 1868: Ritter III. Klasse des preußischen Kronenordens
- 1870: Ritter des Verdienstordens der Bayerischen Krone
- 1871: Ritter I. Klasse des hessischen Ludwigsordens
- 1871: Ritter des braunschweigischen Ordens Heinrichs des Löwen
- 1872: Ritter des Ordens der Krone von Italien

Sein Grab (2 Mauer 127) wird als Ehrengrab der Stadt Darmstadt geführt.
Im Johannesviertel in Darmstadt ist eine Straße nach ihm benannt.